# 빌리 프리치

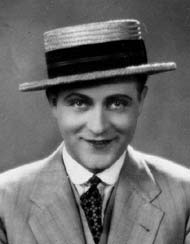

빌리 프리치(Willy Fritsch, 1901년 1월 27일 ~ 1973년 7월 13일)는 독일의 각본가, 가수, 댄서, 영화배우이다.
카토비체에서 태어났으며 함부르크에서 사망하였다. 사인은 심혈관계 질환이다.

## 영화
- 빈 기질 (1942년)
- 글룩스킨더 (1936년)
- 암피트리온 (1935년)
- 회의는 춤춘다 (1931년)
- 달의 여인 (1929년)
- 닥스 오브 함부르크 (1928년)